# Грб Социјалистичке Федеративне Републике Југославије
Грб Социјалистичке Федеративне Републике Југославије представља шест бакљи окружених житом које горе заједно. Заједничка ватра шест бакљи представља братство и јединство шест република бивше Југославије: Босне и Херцеговине, Македоније, Србије, Словеније, Хрватске и Црне Горе. Датум на грбу је 29. новембар 1943. када се у Јајцу по други пут састао АВНОЈ. Тај датум је постао дан републике после Другог светског рата.
Још у току народноослободилачке борбе крајем новембра 1943, у време Другог заседања АВНОЈ-а када су постављени темељи новог југословенског друштва, настао је грб социјалистичке Југославије заједничким радом уметника Ђорђа Андрејевића Куна и Антуна Аугустинчића приликом украшавања сале Дома културе у Јајцу. По одлуци Председништва АВНОЈ-а Аугустинчић је нешто раније израдио будући грб у дрворезу, са пет буктиња као основним елементима, које су представљале пет народа Југославије, а по ранијој одлуци унет је у грб и датум заседања 29. XI 1943. године. Кун је начинио нацрт жита, који је потом допуњен са пет бакљи. Датум 29.XI 1943. је на грб додат након заседања АВНОЈ-а, а грб је, у понешто измењеном облику, званично усвојен тек Уставом ФНРЈ 1946. Интересантно је да се на новом државном грбу проглашеном 1946. налазио пламен од пет буктиња–симболом братства пет народа: Срба, Хрвата, Словенаца, Македонаца и Црногораца. Шеста буктиња, која је представљала Муслимане (данас Бошњаке), или пак шест југословенских република, придружена је пламену две деценије касније.

## Блазон
Последњи Устав Социјалистичке Федеративне Републике Југославије из 1974. године у свом 6. члану је државни грб дефинисао на следећи начин:
| „ | Грб Социјалистичке Федеративне Републике Југославије представља поље окружено житним класјем. Класје је доле повезано траком плаве боје на којој је исписан датум 29 XI 1943. Између врхова класја је црвена петокрака звезда. Усред поља налази се шест косо положених буктиња чији се пламенови спајају у један пламен. | ” |

## Историјат

### Контекст
Победом у Другом светском рату у Југославији и уследелом потпуном преузимању свих органа државне власти, Јосип Броз Тито и Комунистичка партија арбитрарним партијским насиљем постављају норме у свим сферама друштвеног живота. Ово је са собом носило и спровођено је у име специфичне доктриниране интерпретације и прошлости и будућности која треба да се оствари. Према овом погледу на свет, све што је подсећало на претходна времена је требало да нестане како постојањем и успоменом не би дезавуисало успостављање нове стварности. Овим духом се водило и кад је по среди била нова државна хералдика.
Нова политичка врхушка је препознала потребу постојања државних симбола и знамења власти. Такође је одмах била јасна и провенијенција нове државне и партијске хералдике — ликовна амблематика Совјетског Савеза и СКП(б). А она је унапред претпостављала своје елементе које је требало операционализовати у југословенском контексту:
- црвену звезду петокраку — израз очекивања победе комунизма на свих пет континената;
- срп и чекић — симбол заједништва радника и сељака у борби против грађанске класе;
- зупчаник — симбол предсказане индустријализације;
- пољопривредни производи — препознатљиви извор свакодневне егзистенције;[2]

Посебно је мотив црвене петокраке током рата био широко коришћен, било самостално или у комбинацији са другим различитим симболима. Идејни творац нове амблематике — па тако и државног грба — био је Моша Пијаде, један од водећих комуниста и добар сликар, док су реализатори његових идеја били сликар Ђорђе Андрејевић Кун и вајар Антун Аугустинчић.

### Настанак грба
Грб социјалистичке Југославије је настао у Јајцу, новембарских дана 1943. године, и израђен је управо пред Друго заседање Антифашистичког већа народног ослобођења Југославије. Реализатори пројекта грба су били Кун и Аугустинчић, који су на овоме радили за време припрема и украшавања Дома културе у Јајцу за предстојеће заседање. Према изворном сећању Куна реализација се догодила на следећи начин:
| „ | [...] Још док смо били у Јајцу, једном приликом позвао ме је друг Марко и тада смо разговарали да треба да направим државни грб. После овог разговора, направио сам неколико скица — више варијанти, али то нису била нека најсрећнија решења. На другом састанку на коме су били присутни другови Тито и Марко, предложено је да се узме пет буктиња — као основни елеменат грба који представља пет националности наших народа. Тако је настао нови грб наше земље. Условљено је било још раније да уђе датум 29. XI 1943. Грб сам завршио у Дрвару. Радио сам га у дрворезу, чији су отисци били црно-бели. Тако је Врховни штаб ове отиске новог државног грба разаслао у све ослобођене крајеве наше земље како би се упознали са њим. Али како су отисци били црно-бели, то су боје одређене за грб биле испод отисака машином откуцане. | ” |

И Антун Аугустинчић је забележио своје сећање овог догађаја:
| „ | [...] По доласку у Јајце примио ме је маршал Тито, онда још генерал. Разговарао сам с њиме, а прије тога сам се договорио с Вице Буљаном да кренем на Биоково гдје смо имали намјеру да изградимо једну велику Титову фигуру, која би се видјела далеко с Јадрана. Међутим, Тито ме замолио да останем у Јајцу, јер сам му био потребан ради ордена, новчаница, грба, а и ради портретирања Централног комитета, заправо Политбироа. [...] Заједно са Куном радио сам грб за Дом културе гдје је одржано Засиједање. Кун је начинио нацрт жита, а послије смо унутра ставили пет бакљи. Затим смо из гипса извели попрсје, а с друге стране на позорници имали смо грб, први пут на Засједању. Макар он није био још уставом потврђен, али већ је постојао! | ” |

Још једна епизода из периода рата, од интереса за историју будућег грба друге Југославије, је везана за вајара Мирка Остоју који је био први који је тек пристигле нацрте грба пренео, исклесао на камен и поставио на зграду обласног народноослободилачког одбора на Вису. Београдска „Политика” из 1978. је овај догађај пренела следеће: 
| „ | На Другом заседању АВНОЈ-а одржаном у Јајцу 29. новембра 1943, дата је идеја о концепцији грба нове Југославије, а почетком 1944. на острво Вис стигао је његов нацрт. Ту се тада налазио и академски сликар Мирко Остоја, борац при обласном НОО за Далмацију. Са шефом пропагандног одела Обласног народноослободилачког одбора Невеном Шегвићем дошао је на идеју да изради грб у камену. „Када сам почео уцртавати грб, резати га, почела ми се разоткривати истина о новој Југославији”, сећа се уметник и даље каже: „Цветала су класја грба, симбол је зрачио чудном светлошћу. Цела историја наших народа у њему је саткана, загрљена у том класју, а звезда петокрака затварала је круг истине...” Чим је био готов, грб је уграђен на прочеље зграде у којој је у Куту, у Вису био Обласни НОО, а налази се тамо и данас, одлично очуван. | ” |

### Државни грб

#### Прва примена
Активирање и примена овог тренутно још увек партијског обележја је извршена методом свршеног чина, путем „Одлуке о Нацрту закона о имену државе и државном грбу” од 27. марта 1944. године. Према овој одлуци, коју је израдио Пијаде са једним делом већника АВНОЈ-а, и која из ширих међународнополитичких разлога није добила снагу закона, нови грб Демократске Федеративне Југославије је дефинисан на следећи начин:
| „ | Државни грб Демократске Федеративне Југославије састоји се од пет упаљених буктиња које представљају пет уједињених народа чији се црвени пламенови уједињују у један пламен изнад којега се у врху грба налази црвена петокрака звезда. Буктиње и пламен обавијени су жутим класјем пшенице и плавом траком са белим натписом: ДЕМОКРАТСКА ФЕДЕРАТИВНА ЈУГОСЛАВИЈА на српском, хрватском, словеначком и македонском језику. | ” |

Начелно посматрано, целокупна тадашња политичка динамика и односи снага у периоду транзиције власти, су се рефлектовали и на поље државне хералдике; Премда је Југославија пре него што је проглашена Република, до тад још увек формално била Краљевина, вољом победничке стране у рату да користи свој грб и индиферентношћу западних савезника у погледу поштовања Устава који је прописивао друга обележја, дошло је промене фактичког стања. Док је Устав говорио једно, власти Демократске Федеративне Југославије су, укључујући и краљевске намеснике у влади, користили нови грб ДФЈ. Формализација фактичког стања је уследила новим уставом из 1946. године.
Кад је реч о самој симболици грба, „пет упаљених буктиња“ је представљало „пет уједињених народа“ — Србе, Хрвате, Словенце, Црногорце и Македонце (одлуком Комунистичке партије некадашњи троимени народ Срба, Хрвата и Словенаца проширен је двема новопризнатим нацијама: Црногорцима и Македонцима).

#### Озваничење
Уставом Федеративне Народне Републике Југославије од 31. јануара 1946. године је грб пројектован у Јајцу званично постао државни грб Југославије. Члан 3. Устава га дефинише на следећи начин:
| „ | Државни грб Федеративне Народне Републике Југославије представља поље окружено житним класјем. Класје је доле повезано траком на којој је исписан датум 29-XI-1943. Између врхова класја је петокрака звезда. Усред поља налази се пет буктиња косо положених, чији се пламенови спајају у један пламен. | ” |

Током расправе о новом Уставу у Уставотворној скупштини која се тицала дефинисања државног грба, против горе поменутог, а касније и усвојеног решења грба са пет буктиња које су симболизовале пет народа, се успротивио Хусеин Хусага Чишић — посланик из Мостара, који је отворено приговорио Председништву Уставотворне скупштине што се у Уставу уз остале народе нису појављивали муслимани, те што и они нису уврштени у нови грб са још једном буктињом. У том смислу он се обратио Министарству за Конституанту у виду две писмене представке. Прву је поднео 5. децембра 1945, а након што је ова одбијена, следећом 16. јануара 1946. године. Након целоноћног већања Милована Ђиласа са Титом о Чишићевом захтеву и притисака на Клуб посланика муслимана из Босне и Херцеговине, како већ напоменуто, Устав је донет без прихватања овог захтева. Нико од осталих посланика из БиХ није подржао његов захтев, док је сам Чишић изразито био истрајан у свом захтеву, те је био једини посланик који је гласао против новог југословенског Устава.
Из хералдичке перспективе куриозитет грба је представљала обојеност његових елемената, односно недостатак исте; Ако се изузме боја житног венца, јер је уобичајено да се зрело жито приказује златно жутом бојом, као и метална боја буктиња, једине у ствари колористички означене фигуре у грбу су биле црвена звезда петокрака и пламенови буктиња. Боја поља и боја траке уопште нису били дефинисани, тј. непознати те подложни налетима инспирације. Тако је трака обично била плава, црвена или тробојна (у бојама југословенске тробојке), док је основно поље грба најчешће представљано као бело, а повремено као светлоплаво.

#### Шеста буктиња
Новим Уставом Југославије од 1963. године државни грб је промењен и наново дефинисан чланом 3. Устава:
| „ | Грб Социјалистичке Федеративне Републике Југославије представља поље окружено житним класјем. Класје је доле повезано траком на којој је исписан датум 29 XI 1943. Између врхова класја је црвена петокрака звезда. Усред поља налази се шест косо положених буктиња чији се пламенови спајају у један пламен. | ” |

Главна промена је уследила у домену садржаја и симболике грба. Уместо дотадашњих пет буктиња које су симболизовале уједињених пет конститутивних народа, шест буктиња у измењеном грбу је симболизовало шест уједињених република у саставу федерације — Словенију, БиХ, Хрватску, Србију, Црну Гору и Македонију. Ова промена у броју буктиња се уклапала и у новоформулисани политички став да у Босни и Херцеговини, Црној Гори и Србији постоји још једна нација — Муслиманска, следствено чему је придодата још једна буктиња. Овај догађај је комеморисан и одговарајућим стихом: 
| „ | Шест буктиња пламти да причају свима да у нашој земљи шест народа има! | ” |

#### Последњи устав
У следеће три деценије од промене у Уставу из 1963. само питање државног грба као такво није постављано. За време припрема за усвајање новог устава из 1974. године, остало је забележено да је партијска комисија која је радила на дефинисању уставних одредби отворила питање блазонирања грба. Расправљало се о поменутој недефинисаности боје траке, променљивој боји при различитој употреби, те потреби да се то питање коначно реши. Такође је указивано на потребу да се прецизније одреди однос између висине и ширине грба. Трака је напослетку у новом Уставу одређена да буде плаве боје, што је у расправи потенцирано као предлагано решење још од 1944. године. Последњи устав друге Југославије пре њеног распада у свом 6. члану је државни грб дефинисао следеће:
| „ | Грб Социјалистичке Федеративне Републике Југославије представља поље окружено житним класјем. Класје је доле повезано траком плаве боје на којој је исписан датум 29 XI 1943. Између врхова класја је црвена петокрака звезда. Усред поља налази се шест косо положених буктиња чији се пламенови спајају у један пламен. | ” |

## Употреба
Употреба и заштита државног грба СФРЈ била је уређена савезним законима и другим савезним прописима, као и међународним уговорима и другим међународним споразумима којима је приступила или које је закључила СФРЈ. Поједина питања везана за употребу државног грба била су регулисана и републичким и покрајинским законима и прописима.
Нормативни оквир за уређивање тематике државног грба одредио је устав из 1974. године, који је, уз утврђивање његовог садржинског изгледа, дефинисао да је право и дужност федералног нивоа власти да преко својих органа уређује употребу и заштиту грба. Тако се у 281. члану став 1. тачка 9. устава наводи:
| „ | Федерација преко савезних органа: [...] 9) уређује држављанство Социјалистичке Федеративне Републике Југославије, утврђује основне податке за матичне књиге и личне карте, утврђује празнике и одликовања Социјалистичке Федеративне Републике Југославије, утврђује химну Социјалистичке Федеративне Републике Југославије, уређује употребу печата, грба и заставе Социјалистичке Федеративне Републике Југославије, [...] | ” |

Ради оживотворења наведених уставних прерогатива федерације, како у почетку назначено, био је донет један број савезних закона и других савезних прописа у разним областима друштвеног живота, при чему је један број њих — пре свега подзаконских спроведбених тј. извршних и пратећих прописа — био донет и пре самог устава из 1974. године. Централно место у регулисању употребе и заштите државног грба Југославије заузимао је савезни „Закон о употреби грба, заставе и химне Социјалистичке Федеративне Републике Југославије и о употреби лика и имена Председника Републике Јосипа Броза Тита”, као и подзаконски прописи који су из њега извирали.
Овим законом, који је донет априла месеца 1977. године, законодавац је уз испуњавање изнад цитиране уставне обавезе, први пут до тада у тадашњој Југославији, успоставио јединствен и свеобухватан систем правила о употреби, заштити и популарисању тадашњих државних обележја — тиме и државног грба, чиме је овај закон творио окосницу регулације ове тематике у СФРЈ. Такође, законом су била повезана и употпуњена до тада постојећа парцијална решења о дотичним симболима садржана у другим законима, прописима и општим актима и усклађена са овим законом, те је усмерена и њихова стварна пракса — како домаћа, тако и са елементом иностраности у земљи и иностранству. Иза целог подухвата је стајала и намера да се олакша уређивање употребе и заштите ових симбола у различитим специфичним ситуацијама где су се они појављивали; Ово су били главни мотиви за његову израду и доношење.
У садржинској равни, наведени закон је представљао комбинацију кодификације два модалитета везана за употребу државних амблема. Са једне стране то су била општа, основна начела употребе која су утврђена основним одредбама закона, док су са друге стране у даљњем тексту, посебним одредбама та начела разрађена и конкретизована у мери у којој то захтевају специфичне потребе, одговарајући тиме на питања „када”, „како” и „у каквим условима и ситуацијама”, која се у пракси постављају у свакој употреби и примени општих начела из првог дела.

### Начела
У „Закону о употреби грба, заставе и химне Социјалистичке Федеративне Републике Југославије и о употреби лика и имена Председника Републике Јосипа Броза Тита” посебно су била уочљива три основна начела употребе:
- начело слободне употребе,
- начело почасти, и
- начело узајамности и толеранције[40];

Осим ова три, у републичким и покрајинским, као и неким општинским и градским прописима било је изражено и — начело равноправности народа и народности Југославије —, које је било везано за употребу националних симбола различитих народа који су живели у земљи, као и права употребе држављанина једне републике да користи своја обележја у другој. За разлику од горе поменута три начела, ово се није дотицало употребе државног грба Југославије.

#### Начело слободне употребе
Ово начело се углавном односило на питање ко, када и у којим ситуацијама може да користи државне симболе — укључив и државни грб, и у том смислу да ли постоје и која ограничења. Такође је, осим легализације праксе слободне употребе, ово начело у закону било усмерено и ка јачању, подржавању и ширењу правилног коришћења ових знакова, њиховог популарисања, те спречавања могућих злоупотреба. Тако, све што експлицитно није било забрањено или предвиђено за нешто друго, било је слободно за употребу, с тим што се начин ове употребе није смео косити и бити противан „јавном поретку и моралним нормама социјалистичког самоуправног друштва” тј. социјалистичком моралу, односно „нарушавати углед и достојанство Социјалистичке Федеративне Републике Југославије”, како је дефинисано у члану 3. закона.